# Alcorta Rocks
Die Alcorta Rocks sind ein Nunatak 2,6 km ostnordöstlich des Rocky Point im östlichen Abschnitt der Maumee Bight. Er ist 100 m hoch und besteht im Wesentlichen aus drei vom Zentrum radiär abgehenden Bergkämmen.
Das Advisory Committee on Antarctic Names benannte ihn im Jahr 2000 nach Jesse James Alcorta (* 1963), einem technischen Mitarbeiter mit unterschiedlichen Aufgabenbereichen auf der McMurdo-, der Amundsen-Scott-Südpolstation und solchen des United States Antarctic Program.